# Собенников, Пётр Петрович
Пётр Петрович Собенников (13 июля 1894, Кронштадт — 14 августа 1960, Москва) — советский военачальник, генерал-лейтенант (1944).

## Молодость и Первая мировая война
Родился в Кронштадте, в дворянской семье. В Русской императорской армии с 1914 года. Окончил Николаевское кавалерийское училище в 1916 году. Участвовал в Первой мировой войне в чине корнета.

## Гражданская война
С мая 1918 года — в Красной Армии. Участвовал в Гражданской войне. Сначала был командиром взвода в кавалерийском полку 4-й Петроградской стрелковой дивизии, с ноября 1918 — адъютантом 2-го Петроградского кавалерийского полка (Казань), с сентября 1919 года — старшим помощником начальника штаба 13-й кавалерийской дивизии на Восточном фронте. С января 1921 года был начальником штаба этой дивизии, а с 24 июня 1921 по 27 июля 1922 – временно исполняющим должность начальника 13-й Сибирской кавалерийской дивизии. 19 октября 1921 года награждён орденом Красного Знамени за успешно проведённую операцию по уничтожению корпуса А. С. Бакича на территории китайской провинции Синьцзян.

## Межвоенный период
Окончил Военно-академические курсы высшего комсостава РККА (1923) и Курсы усовершенствования высшего начальствующего состава РККА (1927).
С августа 1926 года — командир 4-й отдельной кавалерийской бригады. С ноября 1931 года — помощник инспектора кавалерии РККА, затем — инспектор кавалерии ОКДВА. С декабря 1936 — командир 8-й кавалерийской дивизии. С июня 1938 года находился в распоряжении Управления по командному и начальствующему составу РККА.
С февраля 1939 года — старший преподаватель общей тактики Военной академии РККА им. М. В. Фрунзе. С января 1940 года участвовал в советско-финской войне, находился в распоряжении командующего Северо-Западным фронтом С. К. Тимошенко и выполнял его ответственные поручения. Член ВКП(б) с 1940 года.
С июня 1940 года — заместитель инспектора кавалерии РККА и по совместительству редактор журнала «Красная конница», с августа 1940 года — заместитель генерал-инспектора кавалерии Красной Армии. С 11 марта 1941 года — командующий 8-й армией в Прибалтийском Особом военном округе.

## Великая Отечественная война
С первых минут Великой Отечественной войны войска 8-й армии генерала П. П. Собенникова в составе Северо-Западного фронта вели тяжелые оборонительные бои на шяуляйском направлении с превосходящим противником, нанеся ряд контрударов по нему. В ходе Прибалтийской стратегической оборонительной операции армия понесла большие потери, но сумела более-менее организованно отойти в направлении на Таллин и в районе Пярну задержать немецкое наступление.
Поскольку в остальных армиях фронта положение было намного хуже, а командование фронтом не смогло организовать управление войсками, то 3 июля 1941 года генерал-майор П. С. Собенников был назначен командующим войсками Северо-Западного фронта на место снятого с должности генерал-полковника Ф. И. Кузнецова. Он командовал войсками на завершающем этапе Прибалтийской оборонительной операции и в начале Ленинградской оборонительной операции, в исключительно сложной остановке. Войска фронта, отходя на восток, вели боевые действия против войск группы армий «Север» и части сил группы армий «Центр» противника. Армии фронта, сдерживая продвижение вражеских войск на Старую Руссу и Холм, нанесли по ним контрудар под Сольцами и контрудар под Старой Руссой. Тем не менее Ставка Верховного Главнокомандования осталась недовольна его действиями и 23 августа 1941 года П. П. Собенников был снят с должности командующего фронтом. Член Военного совета Ленинградского фронта Штыков Т. Ф. докладывал Жданову А. А. 24 июля 1941 г.: «Уровень Собенникова – это уровень командира дивизии, а не фронта».
С 5 сентября 1941 года П. П. Собенников командовал 43-й армией Резервного фронта, которая участвовала в Смоленском сражении, прикрывая подступы к Москве. В начале октября в ходе Вяземской операции немецким войскам, имевшим значительное превосходство в силах и средствах, удалось быстро прорвать оборону 43-й армии и затем замкнуть кольцо окружения вокруг основных сил Западного фронта. Часть войск армии избежали окружения и с тяжёлыми боями отходили на Можайскую линию обороны, а затем на реке Наре, северо-западнее Серпухова.
10 октября 1941 года Собенников был снят с должности командарма, а 16 октября 1941 года был арестован. Находился под следствием. Первоначально ему было предъявлено обвинение в совершении преступлений, предусмотренных ст.ст. 58-1б и 58-11 УК РСФСР (измена Родине и участие в контрреволюционной организации), то есть по версии следствия все неудачные действия Собенникова в первые месяцы Великой Отечественной войны являлись предательством. Однако никаких доказательств измены найдено не было, а сам Собенников своей вины не признал. Дополнительно ему предъявили обвинение в совершении преступления, предусмотренного п. «б» ст. 193-21 УК РСФСР («самовольное отступление начальника от данных ему для боя распоряжений, совершённое не в целях способствования неприятелю, но вопреки военным правилам»). В судебном заседании Военной коллегией Верховного суда СССР 6 февраля 1942 года П. П. Собенников по ст. 58 УК РСФСР был оправдан, а по пункту «б» ст. 193-21 УК РСФСР приговорён к 5 годам лишения свободы с отбыванием наказания в исправительно-трудовых лагерях, лишён правительственных наград и воинского звания. Однако, рассмотрев поданное Собенниковым ходатайство о помиловании, 7 февраля 1942 года Президиум Верховного Совета СССР судимость снял, понизил его в воинском звании до полковника и рекомендовал назначить на низшую должность.
20 октября 2010 года Президиум Верховного суда Российской Федерации пересмотрел по надзорному представлению Главного военного прокурора судебное решение Военной коллегии Верховного суда СССР от 6 февраля 1942 года и отменил приговор в отношении Собенникова П. П. ввиду несоответствия выводов суда, изложенных в приговоре, фактическим обстоятельствам уголовного дела, установленным судом первой инстанции. Уголовное дело прекращено за отсутствием состава преступления.
С февраля 1942 года — в группе Маршала Советского Союза К. Е. Ворошилова П. П. Собенников занимался формированием и боевым слаживанием резервных армий в районах городов Саратов, Вологда, Иваново. С сентября находился в распоряжении Военного совета Брянского фронта, участвовал в разработке плана Воронежско-Касторненской операции.
С ноября 1942 года и до конца войны полковник П. П. Собенников — заместитель командующего 3-й армией. Отличился в январе — марте 1943 года, командуя оперативной группой войск Брянского фронта, которая, действуя в отрыве от главных сил, овладела районом Касторное (Курская область), перерезала шоссе Орёл — Курск и вышла на подступы к городу Кромы. После этого 17 апреля 1943 года ему вторично было присвоено воинское звание генерал-майора, а через год и последующее звание генерал-лейтенанта. В составе 3-й армии П. П. Собенников принимал участие в Орловской, Брянской, Гомельско-Речицкой, Рогачевско-Жлобинской, Бобруйской, Минской, Белостокской, Млавско-Эльбингской и Берлинской наступательных операциях. П. П. Собенников часто находился в корпусах и дивизиях первого эшелона армии, выполнявших основные задачи, а в случае вывода из строя их командиров нередко принимал командование соединениями на себя.
Завершил войну в Берлине.
22 июня 2017 года Министерство обороны России рассекретило и опубликовало ряд материалов, посвященных началу Великой Отечественной войны, в том числе воспоминания Петра Собенникова, в которых содержится информация о ходе развертывания войск Прибалтийского особого военного округа и степени готовности оборонительного рубежа по линии государственной границы к началу войны.

## Послевоенные годы

Могила П. П. Собенникова на Новодевичьем кладбище Москвы.

После войны с июня по август 1945 года — командующий войсками 3-й армии. С августа 1945 — заместитель командующего войсками Минского военного округа. С марта 1946 года вновь заместитель командующего войсками 3-й армии в Белорусском ВО. С октября 1946 — заместитель начальника по учебной и научной работе Высших стрелково-тактических курсов усовершенствования офицерского состава пехоты «Выстрел» имени Маршала Советского Союза Б. М. Шапошникова, а с августа 1955 года — начальник Высших офицерских курсов «Выстрел». В марте 1959 года был освобождён от должности, а в августе того же года прикомандирован к Генеральному штабу для научно-исследовательской работы.

## Воинские звания
- комбриг — 23 ноября 1935 года
- генерал-майор — 4 июня 1940 года
- полковник — февраль 1942 года
- генерал-майор — 17 апреля 1943 года
- генерал-лейтенант — 22 февраля 1944 года

## Награды
- 2 ордена Ленина (21.02.1945, 20.06.1949)
- 4 ордена Красного Знамени (19.10.1921, 3.11.1944, 10.04.1945, ...)
- Орден Суворова 2-й степени (23.07.1944)
- орден Кутузова 2-й степени (27.08.1943)
- орден Богдана Хмельницкого 1-й степени (29.05.1945)
- Орден Отечественной войны I степени (15.01.1944)
- медали СССР

иностранные ордена
- Орден «Легион почёта» степени Командора (США, 27.05.1945)[11]
- Орден «Крест Грюнвальда» (Польша)
- Медаль «За Одру, Нису и Балтику» (Польша)
- польская медаль[12]

## Работы
- Собенников П. Ликвидация Бакича. // Красная конница. — 1935. С. 51-58.